# Beuren, Esslingen
Beuren là một đô thị trong huyện Esslingen của bang Baden-Württemberg miền nam Đức. Đô thị này có diện tích 11,69 km², dân số thời điểm 31 tháng 12 năm 2020 là 3679 người